# Bohumil Bydžovský
Bohumil Bydžovský (n. 14 martie 1880, Duchcov⁠(d), Ústí nad Labem, Cehia – d. 6 mai 1969, Jindřichův Hradec, Republica Socialistă Cehă, Cehoslovacia) a fost un matematician și pedagog ceh.